# Allium spicatum
Allium spicatum — вид рослин з родини амарилісових (Amaryllidaceae); поширений у Непалі, Тибеті, пн.-зх. Індії.

## Опис
Багаторічна трав'яна рослина. Суцвіття — колос. Має цибулеподібний запах, колосоподібне суцвіття й один приквіток. 2n=16.

## Поширення
Поширення: Непал, Тибет, пн.-зх. Індія.